# Efràyim Qatsir
Efràyim Qatsir (16 de maig de 1916 - Rehobot, 30 de maig 2009) fou un biofísic i polític israelià. Va ser el quart President d'Israel entre 1973 i 1978.